# Klemens Ostertag
Klemens Ostertag (* 12. Oktober 1922; † 23. März 2022 in Dillingen an der Donau) war ein deutscher Fußballspieler.

## Karriere
Ostertag gehörte im Alter von 17 Jahren der Ersten Mannschaft des TSV Schwaben Augsburg an. Er debütierte am 4. November 1945 beim Saisonstart der Oberliga Süd, der nach dem Ende des Zweiten Weltkriegs nunmehr höchsten Spielklasse im westdeutschen Fußball, beim 2:2-Unentschieden im Heimspiel gegen die Stuttgarter Kickers. Seine Premierensaison beendete er mit vier weiteren Punktspielen, je zweimal gegen die SpVgg Fürth und Eintracht Frankfurt, die allesamt gewonnen wurden. Beim 4:3-Sieg im Heimspiel gegen die Frankfurter Eintracht gelangen ihm mit den Treffern zum 2:3 und 3:3 sogleich seine ersten beiden Tore. In der Folgesaison bestritt er bereits 30 von 38 Punktspielen und erzielte 14 Tore. In der Saison 1947/48 bestritt er 29 Punktspiele, in denen er zehn Tore erzielte; beim 3:1-Sieg am 14. September 1947 (2. Spieltag) im Heimspiel gegen den VfL Neckarau gar alle drei.
Zum BC Augsburg gewechselt, spielte er in der Saison 1951/52 zunächst in der 2. Oberliga Süd und stieg mit seiner Mannschaft als Zweitplatzierter in die Oberliga Süd 1952/53 auf.
Beruflich bedingt gelangte er nach Dillingen an der Donau, wo er in der Stadtkämmerei einer neuen Anstellung nachkam; sportlich war er eine Zeit lang sowohl als Spieler als auch als Trainer tätig. Unter seiner Verantwortung stiegen die Donaustädter bis in die damals höchste Amateurliga auf. Nach seiner aktiven Karriere trainierte er zeitweise den FC Gundelfingen.